# RC CERN
Der Rugby Club CERN Meyrin St-Genis (kurz RC CERN) ist ein Schweizer Rugby-Union-Verein aus Meyrin im Kanton Genf. Er ist nach dem Forschungszentrum CERN benannt und ist zurzeit in der dritthöchsten Spielklasse, der Nationalliga C, vertreten. Bisher wurde er zehnmal Schweizer Meister und siebenmal Cupsieger. Damit ist er der zweiterfolgreichste Schweizer Rugbyverein.
Neben dem Männerteam («Atomiques») und mehreren Juniorenmannschaften gibt es auch ein Frauenteam («Wildcats»), ein gemischtes Team für Touch Rugby und eine Seniorenmannschaft («Papatomix»).

## Geschichte
Wissenschaftler und Mitarbeiter des Forschungszentrums CERN gründeten den Verein im Jahr 1965, was ihn zum ältesten aktiven Rugbyclub der Schweiz macht. Zunächst trat er gegen Unternehmen und Organisationen in der Region Genf an. 1970 organisierte der RC CERN erstmals die Challenge Laurent Membrez, in Erinnerung an den verstorbenen Präsidenten des Albaladejo RC Lausanne. Dieser Wettbewerb führte 1972 zur Gründung des Schweizerischen Rugbyverbandes, dessen erster Präsident der damalige Vereinspräsident des RC CERN, André Cordaillat, wurde.
In der ersten Meisterschaftssaison 1972/73 spielte der Verein sogleich in der Nationalliga A und belegte den zweiten Platz. Der RC CERN gehörte in den ersten zwei Jahrzehnten zu den erfolgreichsten Schweizer Vereinen überhaupt und gewann mehrere Male sowohl die Meisterschaft als auch den Schweizer Cup. In den Jahren 1974, 1977, 1989 und 1990 gelang sogar das Double. Anfang der 1990er Jahre begann sich das Blatt jedoch zu wenden und die Erfolge wurden seltener, so dass der Verein 1995 schliesslich in die Nationalliga B absteigen musste. 1998 gelang zwar der Wiederaufstieg, doch der RC CERN konnte sich nur zwei Jahre in der höchsten Spielklasse halten und der Präsident zog den Verein nach einem Streit zwischen Spielern, Trainern und Management aus allen Wettbewerben zurück.
Im Herbst 2000 übernahm ein neues Management die Führung des Vereins. Der RC CERN entschied hintereinander die Nationalliga C und die Nationalliga B für sich und spielte ab 2003 wieder in der Nationallig A. Der Verein, der bisher fast ausschliesslich in Saint-Genis-Pouilly auf französischem Boden gespielt hatte, fusionierte 2003 mit der Rugbyschule Meyrin und kam so zu einem weiteren Heimstadion sowie zu seinem heutigen Namen. Nach einem erneuten Abstieg im Jahr 2007 verpflichtete der RC CERN Claude Ezoua, der die ivorische Nationalmannschaft an die Weltmeisterschaft 1995 geführt hatte, als neuen Trainer. Ab 2009 war der Verein wiederum in der höchsten Spielklasse vertreten. 2015 stieg der RC erneut in die Nationalliga B ab, blieb daraufhin eine Saison lang unbesiegt und stieg umgehend wieder auf. Doch 2019 folgte ein weiterer Abstieg, und seit 2022 ist der RC CERN nur drittklassig.

## Stadion
Heimspiele werden in zwei Stadien ausgetragen, jeweils in der Nachbarschaft des CERN auf beiden Seiten der französisch-schweizerischen Grenze. Das Stade des Arbères steht in der Schweizer Gemeinde Meyrin, wobei die Anlage mit dem Fussballverein FC Meyrin geteilt wird. In der französischen Nachbargemeinde Saint-Genis-Pouilly wird das Stade des Serves genutzt.

## Erfolge
- Schweizer Meister: 1974, 1977, 1978, 1979, 1980, 1982, 1984, 1989, 1990, 1991
- Meister Nationalliga B: 1988, 2002, 2009, 2016
- Cupsieger: 1973, 1974, 1977, 1988, 1989, 1990, 1992